# Dominika Rydz
Dominika Rydz; właśc. Dominika Rydz-Kancler (ur. 11 marca 1989 w Pabianicach) – polska wokalistka, autorka tekstów, kompozytorka i prezenterka. Twórczyni projektu pt.: "Melodie bliskości". 

## Życiorys
Zdobywczyni wielu nagród na prestiżowych festiwalach piosenki w kraju i za granicą, m.in. Grand Prix XXVI Międzynarodowego Festiwalu Piosenki i Tańca w Koninie, Grand Prix Międzynarodowego Festiwalu Piosenki "Tańczące Eurydyki" im. Anny German w Zielonej Górze, a także I nagrody na International Music Festival Universong na Teneryfie, gdzie reprezentowała Polskę. 
Brała udział w preselekcjach do I Konkursu Eurowizji dla Dzieci śpiewając autorski utwór zatytułowany "Mój świat". Rok później, startując ponownie, tym razem z kwartetem KWADro, wygrała preselekcje i wraz z Weroniką Bochat, Anną Klamczyńską i Kamilą Piątkowską reprezentowała Polskę w finale II Konkursu Eurowizji Junior w Lillehammer w Norwegii śpiewając utwór "Łap życie", do którego skomponowała muzykę. 
Przez wiele lat pracowała jako prezenterka rozrywkowych programów dla dzieci i młodzieży w programie I Telewizji Polskiej S.A. Współprowadziła programy takie jak "5-10-15" aż do zakończenia jego nadawanie przez stację i "Ferie z Jedynką". Była także gospodynią pięcioodcinkowego cyklu "Rowerem w świat" u boku Krystiana Herby.
W 2006 oraz 2007 r. prowadziła koncerty galowe Międzynarodowego Dziecięcego Festiwalu Piosenki i Tańca w Koninie.
Jako aktorka dubbingowa użyczyła swojego głosu Mii z bajki "Jej Wysokość Zosia" wyprodukowanej przez Disney Television Animation i Disney Junior Original Productions. 
Obecnie rozwija swoją karierę wokalną, wydając autorskie utwory pod pseudonimem artystycznym "Melodie bliskości". Jej piosenek można słuchać w mediach społecznościowych oraz w Spotify i innych popularnych serwisach streamingowych. 
Prowadzi także własny impresariat artystyczny. 